# Helius venustus
Helius venustus là một loài ruồi trong họ Limoniidae. Chúng phân bố ở miền Australasia.